# حليمة قاطعية
الحَلَيمة القاطِعيَّة أو حليمة القاطعة أو حليمة العضلة القاطعة (بالإنجليزية: Incisive papilla) هيَ نُتوء في الحَنَك بالقرب من القَواطِع، وتمثل أحد حواف رفاء الحنك.

## روابط خارجية
- رسم توضيحي على ana.bris.ac.uk نسخة محفوظة 1 يونيو 2006 على موقع واي باك مشين.
- رسم توضيحي على bris.ac.uk